# Associação Desportiva Freipaulistano
A Associação Desportiva Freipaulistano é um clube de futebol brasileiro, da cidade de Frei Paulo, no estado de Sergipe. Suas cores são o azul e o amarelo.

## História
Fundado no dia 29 de agosto de 2016, é o mais novo clube profissional do estado. Disputa, atualmente, a Série A do Campeonato Sergipano. Utilizará o Estádio Municipal Jairton Menezes de Mendonça, o "Titão", na cidade de Frei Paulo para mando de seus jogos.
Em 2017 para disputa do campeonato Sergipano trouxe um mito do futebol brasileiro, o jogador Carlinhos Bala ex-Sport, Santa Cruz, Cruzeiro, etc. Seu elenco hoje têm muitos jogadores que já passaram por clube da elite do futebol nacional. Para muitos o clube o hoje é considerado o Galáctico do Sertão. A expectativa do clube é de se tornar o clube mais jovem na história a disputar uma edição da série D do campeonato brasileiro.
Em 2019, após vencer o Campeonato Sergipano pela primeira vez na história se tornou o clube mais jovem do Brasil a ser campeão estadual.
Quatro dias após a conquista do Campeonato Sergipano, a diretoria anunciou na imprensa a alteração da grafia do nome do clube, respeitando o gentílico da cidade de origem, passando a ser Associação Desportiva Freipaulistano.
O clube disputará pela primeira na sua história a Copa do Nordeste, depois de se qualificar devido o título do Campeonato Sergipano.

## Títulos
| Estaduais | Estaduais                       | Estaduais | Estaduais  |
|           | Competição                      | Títulos   | Temporadas |
| --------- | ------------------------------- | --------- | ---------- |
|           | Campeonato Sergipano            | 1         | 2019       |
|           | Campeonato Sergipano - Série A2 | 1         | 2016       |

## Estatísticas
|  | Participações em 2025 |

| Competição | Competição           | Temporadas | Melhor campanha     | Estreia | Última | P | R |
| Sergipe    | Campeonato Sergipano | 7          | Campeão (2019)      | 2017    | 2023   |   | 1 |
| Sergipe    | Série A2             | 3          | Campeão (2016)      | 2016    | 2025   | 1 |   |
|            | Copa do Nordeste     | 1          | Grupos (2020)       | 2020    | 2020   |   |   |
| Brasil     | Série D              | 1          | 54º colocado (2020) | 2020    | 2020   | – |   |
| Brasil     | Copa do Brasil       | 1          | 1ª fase (2020)      | 2020    | 2020   |   |   |

### Temporadas
Legenda:
| Campeão Vice-campeão Eliminado na semifinal. | Rebaixado à divisão inferior. Campeão e promovido à divisão superior Promovido à divisão superior. |

## Ranking da CBF 2021
- Posição: 137º
- Pontuação: 330 pontos[2]